# Takéuchiite
La takéuchiite è un minerale.